# بيوتر نوفيكوف
بيوتر سيرجيفيتش نوفيكوف (15 أغسطس 1901 - 9 يناير 1975) (بالروسية: Пётр Серге́евич Но́виков) هو رياضياتي سوفييتي.
يشتهر نوفيكوف بعمله على المشاكل الاندماجية في نظرية الزمر: مشكلة الكلمات للمجموعات (word problem for groups)، ومشكلة برنسايد (Burnside's problem).
حصل على جائزة لينين في عام 1957.
في عام 1953 أصبح عضوا مناظرا في أكاديمية العلوم في الاتحاد السوفياتي، وفي عام 1960 تم انتخابه عضوا كاملا.
كان متزوجًا من عالمة الرياضيات ليودميلا كيلديش (1904-1976). ابنه هو عالم الرياضيات سيرغي نوفيكوف.

## روابط خارجية
- O'Connor، John J.؛ Robertson، Edmund F.، "بيوتر نوفيكوف"، تاريخ ماكتوتور لأرشيف الرياضيات
- بيوتر نوفيكوف في شجرة علماء الرياضيات